# E (奥田民生のアルバム)
『E』（イー）は、日本のミュージシャン奥田民生の6枚目のアルバムである。2002年9月19日発売。発売元はソニーレコーズ。完全生産限定アナログ盤も同時発売。
2007年12月19日に完全生産限定盤、紙ジャケット仕様で再発。

## 概要
- オリジナルアルバムとしては前作『GOLDBLEND』から2年半ぶりのアルバム。初回限定盤はレッドジャケット仕様。デザインは「21世紀の裕次郎を探せ！」キャンペーンのポスターのパロディ。
- レコーディング中にイベントやツアーを挟み様々な時期、場所でレコーディングした曲をいざアルバムにと考えた時に各曲がバラバラだったため、更に曲を追加し、繋ぎとして短いインスト曲（ジングル）も入れたため全19曲と膨大な曲数になった。シングルだけでも後にカットされたものも含め5作収録されている。
- シングル以外はライブで演奏する際の盛り上がりを意識したシンプルな曲が多く収録されている。歌詞も語呂合わせや言葉遊びのものが多い。

## 収録曲
| 全作詞・作曲: 奥田民生（特記を除く）。 |                                                              |                        |                        |      |
| #                                      | タイトル                                                     | 作詞                   | 作曲・編曲             | 時間 |
| 1.                                     | 「俺は知ってるぜ」                                           | 奥田民生（特記を除く） | 奥田民生（特記を除く） | 3:26 |
| 2.                                     | 「まんをじして」                                             | 奥田民生（特記を除く） | 奥田民生（特記を除く） | 3:27 |
| 3.                                     | 「花になる」                                                 | 奥田民生（特記を除く） | 奥田民生（特記を除く） | 3:29 |
| 4.                                     | 「花になる〜黄昏のテーマ〜」                                 | -                      | 奥田民生（特記を除く） | 1:02 |
| 5.                                     | 「E」                                                        | 奥田民生（特記を除く） | 奥田民生（特記を除く） | 2:59 |
| 6.                                     | 「モナムール」                                               | 奥田民生（特記を除く） | 奥田民生（特記を除く） | 4:07 |
| 7.                                     | 「鼻とフラワー」(作曲：奥田民生・チャーリー・ドレイトン)     | 奥田民生（特記を除く） | 奥田民生（特記を除く） | 3:22 |
| 8.                                     | 「鼻とフラワー三世」(作曲：奥田民生・チャーリー・ドレイトン) | 奥田民生（特記を除く） | 奥田民生（特記を除く） | 1:13 |
| 9.                                     | 「御免ライダー」                                             | 奥田民生（特記を除く） | 奥田民生（特記を除く） | 3:16 |
| 10.                                    | 「先週の月曜日」                                             | 奥田民生（特記を除く） | 奥田民生（特記を除く） | 0:56 |
| 11.                                    | 「みんな元気」                                               | 奥田民生（特記を除く） | 奥田民生（特記を除く） | 3:51 |
| 12.                                    | 「野球で言うと」(作曲：奥田民生・スティーヴ・ジョーダン)     | 奥田民生（特記を除く） | 奥田民生（特記を除く） | 4:37 |
| 13.                                    | 「哀愁の金曜日」                                             | 奥田民生（特記を除く） | 奥田民生（特記を除く） | 4:00 |
| 14.                                    | 「来週の日曜日」                                             | 奥田民生（特記を除く） | 奥田民生（特記を除く） | 0:32 |
| 15.                                    | 「家に帰れば」                                               | 奥田民生（特記を除く） | 奥田民生（特記を除く） | 4:20 |
| 16.                                    | 「CUSTOM (JPNバージョン)」                                   | 奥田民生（特記を除く） | 奥田民生（特記を除く） | 4:44 |
| 17.                                    | 「ヘヘヘイ」(作曲：奥田民生・アンディ・スターマー)           | 奥田民生（特記を除く） | 奥田民生（特記を除く） | 4:30 |
| 18.                                    | 「The STANDARD」(作曲：奥田民生・アンディ・スターマー)       | 奥田民生（特記を除く） | 奥田民生（特記を除く） | 3:59 |
| 19.                                    | 「ドースル?」                                                | 奥田民生（特記を除く） | 奥田民生（特記を除く） | 4:31 |
| 合計時間:                              | 合計時間:                                                    | 62:21                  |                        |      |

### 曲解説
1. 俺は知ってるぜ
全ての楽器を奥田が演奏している。ライブのオープニングをイメージしてつくられており、実際にツアー「E 0203」ではオープニングに演奏された。
2. まんをじして
後にフジテレビ系ドラマ『HR』主題歌に起用されシングルカット。
3. 花になる
13thシングル。
4. 花になる〜黄昏のテーマ〜
前曲を「太陽にほえろ!」の殉職シーンのBGM風にアレンジしたインスト。
5. E
当初タイトルは「気持ちA」だったが、アルバムタイトルが決まり、それにあわせて変更。
6. モナムール
タイトルに深い意味は無く、単に曲調がフランスっぽいからという理由でつけられた。
7. 鼻とフラワー
8. 鼻とフラワー三世
前曲をフルートと女性コーラスを加え「ルパン三世」風にアレンジしたインスト。ライブでは古田が何故か宙吊りでフルートを演奏した。
9. 御免ライダー
スタッフはこれを先行シングルに強く推していたが、奥田が「これがシングルになったらアルバムの内容を誤解される」という理由で猛反対し、「ヘヘヘイ」が先行シングルになった。
10. 先週の月曜日
「哀愁の金曜日」をクイズ番組のシンキングタイムのような間の抜けたBGM風にアレンジ。
11. みんな元気
チャーリーが来日した際にレコーディングされた曲で、ベースに当時奥田とプライベートで親交があり、LA滞在経験のある小原礼が通訳も兼ねて起用された。
12. 野球で言うと
13. 哀愁の金曜日
「CUSTOM」のカップリング曲。
14. 来週の日曜日
「先週の月曜日」と同テイクの後半。徐々に斉藤が壊れていく。
15. 家に帰れば
16. CUSTOM (JPNバージョン)
12thシングルの日本レコーディングバージョン。「JPN」という表記は当時開催されていたワールドカップの影響。
17. ヘヘヘイ
14thシングル。
18. The STANDARD
11thシングル。
19. ドースル?

## 参加ミュージシャン
- 奥田民生 - ボーカル、ギター、ベース (#1) 、ドラムス (#1) 、コーラス (#5, 7, 9, 11, 15, 17) 、パーカッション (#15)
- 古田たかし - ドラムス (#2-6, 8-10, 14-16, 19) 、パーカッション (#2) 、タンバリン (#3, 4, ) 、フルート (#8)
- 長田進 - ギター (#2-6, 8-10, 14-16, 19)
- 根岸孝旨 - ベース (#2-6, 8-10, 14-16, 19)
- 斎藤有太 - クラビネット (#2) 、オルガン (#3-4) 、マリンバ (#5) 、ウーリッツァー (#6) 、キーボード (#8-9, 11, 15-16, 19) 、モーグ・シンセサイザー (#10, 14)
- スティーヴ・ジョーダン - ドラムス (#7, 12-13) 、ギター (#12) 、コーラス (#12) 、パーカッション (#12)
- チャーリー・ドレイトン - ベース (#7, 12-13) 、ギター (#7, 11) 、コーラス (#7, 11, 13) 、パーカッション (#7, 11) 、ドラムス (#11)
- バーニー・ウォーレル - キーボード (#7, 12)
- エリック・シャーマーホーン - ギター (#7, 12-13)
- ノックス・チャンドレー - ギター (#12-13) 、エレクトリックチェロ (#12)
- ミーガン・ヴォス - コーラス (#12)
- アンディ・スターマー - ドラムス (#17-18) 、コーラス (#17-18)
- スティーヴン・マクドナルド - ベース (#17-18)
- アイヴァン・ネヴィル - キーボード (#17-18)
- レニー・カストロ - パーカッション (#17)
- Asato & Meg（from 恐山クルー） - ハーモニー (#8)
- 小原礼 - ベース (#11)